# Jacopo della Quercia
Jacopo della Quercia, znan tudi kot Jacopo di Pietro d'Agnolo di Guarnieri, italijanski kipar renesanse, * ok. 1374, Quercegrossa blizu Siene, Sienska republika, † 20. oktober 1438, Siena, Sienska republika.
Bil je sodobnik Brunelleschija, Ghibertija in Donatella. Velja za predhodnika Michelangela.

## Življenjepis
Jacopo della Quercia si je vzel ime od Quercia Grossa (danes Quercegrossa), kraja v bližini Siene v Toskani, kjer se je rodil leta 1374. Zgodnje šolanje je dobil od očeta Piera d'Angela, rezbarja in zlatarja. Sienec Jacopo della Quercia si je gotovo moral na prižnici v Sienski stolnici ogledati dela Nicole Pisana in Arnolfa di Cambija, kar je moralo vplivati nanj. Njegovo prvo delo je bilo morda pri šestnajstih letih, konjeniški leseni kip za pogreb Azza Ubaldinija. Leta 1386 sta se z očetom preselila v Lucco zaradi strankarskih prepirov in motenj.
Verjetno je della Quercia preučeval ogromno zbirko rimskih skulptur in sarkofagov v Camposantu v Pisi. Zaradi teh in poznejših vplivov je postal prehodna osebnost v zgodovini evropske umetnosti; njegovo delo kaže na izrazit prehod v srednji karieri z gotskega sloga na italijanski renesančni slog. Kot v primeru Ghibertija je tudi ta razvoj verjetno posledica izpostavljenosti njegovemu sodobniku Donatellu.
Najzgodnejše delo della Quercia (čeprav je to pripisovanje včasih izpodbijano) se pojavi v stolnici v Lucci: Žalostni mož (Oltar zakramenta) in relief na grobu sv. Aniella. Leta 1401 se je prijavil na natečaj za oblikovanje bronastih vrat za firenško krstilnico, vendar je izgubil proti Ghibertiju. Zakaj je bil neuspešen, ni znano.
Leta 1403 je za stolnico v Ferrari izklesal marmor Device in otrok. Drugo (možno) delo iz tega obdobja v Ferrari je kipec sv. Mavrelija (oba na ogled v Museo del Duomo).
Leta 1406 se je spet vrnil v Lucco in od mestnega vladarja Paola Guinigija prejel naročilo za začetek del v grobnici njegove druge žene Ilarije del Carretto v stolnici v Lucci. Bogato oblečena ženska počiva na sarkofagu, nežno upodobljena na gotski način, s psičko, simbolom zvestobe ob nogah. Toda njegova uporaba več golih puttov na bokih grobnice jasno kaže na klasični vpliv rimskih sarkofagov v Camposantu (Pisa). To je prvi znanilec začetne renesanse.

## Fonte Gaia v Sieni
Leta 1406 so ga prosili, naj zgradi nov vodnjak na trgu Piazza del Campo v Sieni. Prvotni vodnjak je moral nadomestiti s kipom boginje Venere. Ta poganski kip je bil kriv za izbruh črne kuge. Kip je bil uničen in pokopan zunaj mestnega obzidja, da bi preprečil njegov 'zli vpliv'. To prestižno naročilo kaže, da je bil že priznan za najvidnejšega kiparja v Sieni. Pravokotni vodnjak, zgrajen iz belega marmorja, je bil posvečen Mariji, ki so ga na treh straneh krasili številni kipi in več izlivov. Ker je hkrati sprejel tudi druga naročila, je bil napredek počasen. Začel je leta 1414, vodnjak pa je bil končan šele leta 1419. Plošče je izrezljal v kiparski delavnici poleg stolnice. Ta delavnica je danes preurejena v Stolnični muzej. Zaradi veselja ob začetku obratovanja se je imenoval Fonte Gaia. Zdaj je privlačno središče za številne turiste. Stari kipi so bili leta 1858 zamenjani s kopijami Tita Sarrocchija in so zdaj na ogled v spodnjih nadstropjih Santa Maria della Scala.

## Druga dela
Leta 1412 je po pogodbi bogatega trgovca Lorenza Trente začel z zasnovo kapele Trenta v baziliki San Frediano v Lucci. Leta 1413 je bil skupaj s svojim pomočnikom Giovannijem da Imolo obtožen hudih kaznivih dejanj: tatvine, posilstva in sodomije Clare Sembrini. Pobegnil je v Sieno (in začel delati na Fonte Gaia), vendar je bil njegov pomočnik tri leta zaprt. Jacopo della Quercia se je marca 1416 vrnil v Lucco s pismom o zaščiti. Nadaljeval je pri kapeli Trenta na marmornem oltarju in več kipih svetnikov v nišah. Nekaj dela je opravil tudi njegov pomočnik. Jacopo je na tlaku pred oltarjem zasnoval tudi nagrobne plošče Lorenza Trente in njegove žene Isabette Onesti.
Ko so leta 1416 Lorenza Ghibertija prosili, naj oblikuje šesterokotni bazen z bronasto ploščo za krstilnico v Sieni, je politični prepir v projekt pripeljal Jacopa della Quercia (ki je bil njegov konkurent za bronasta vrata v Firencah). Dokončal je le en bronasti relief Oznanjenje Zahariji, ker je hkrati delal na Fonte Gaia in kapeli Trenta. Njegovo zadrževanje pri tem projektu ga je pripeljalo v pravne težave z oblastmi. Ker je bil na tekmovanju za 'rajska vrata' v Firencah zavrnjen, ni hotel delati z bronom. In ko je delal na tabernaklju krstilnice, je vztrajal, da bo skrbel le za marmornat del.
Leta 1421 je izrezljal Oznanjenje v drugačnem slogu z dvema lesenima barvnima kipoma Marija in Gabriel za Collegiata v San Gimignanu (barvno dodelavo so opravili drugi mojstri, kot je Martino di Bartolomeo). Prefinjenost te skupine, enaka kakovosti njegovih marmornih kipov kaže, da je bil vsestranski tudi v rezbarstvu. To je nekatere avtorje pripeljalo do tega, da so mu pripisali druge lesene kipe, večino pa gre pripisati njegovi zelo aktivni delavnici.
V poznih letih je postal še bolj aktiven, hkrati je delal na različnih projektih. Leta 1427 je prejel naročilo za oblikovanje zgornjega dela krstilnika za Siensko krstilnico. Ta šesterokotni steber, naslonjen na stebrasto bazo sredi bazema, vsebuje pet prerokov v nišah. Marmornati kip sv. Janeza Krstnika na vrhu kupole nad tabernakljem tudi pripisujejo Jacopu della Quercii.

## Porta Magna v Bologni
Leta 1425 je sprejel še eno veliko naročilo: zasnovo okroglo obokane Porta Magne cerkve San Petronio v Bologni. V zadnjih trinajstih letih življenja ga je zaposlilo precej časa in velja za njegovo mojstrovino. Vsako stran vrat obdaja najprej kolonet s spiralno navito dekoracijo, nato devet doprsnih kipov in na koncu pet prizorov iz Stare zaveze, vrezanih v nekoliko nižjem reliefu. Pri Stvarjenju Adama je uporabil enako ureditev kot v Fonte Gaia (v Sieni), vendar v obratnem vrstnem redu. Michelangelo, ki je leta 1494 obiskal Bologno, je priznal, da je njegova Geneza na stropu Sikstinske kapele temeljila na teh reliefih. Arhitrav nad vrati vsebuje pet reliefov z upodobitvami iz Nove zaveze. Luneta vsebuje tri samostoječe kipe: Marija in otrok, sv. Petronij (z modelom Bologne v desni roki) in sv. Ambrozij (izrezljal ga je drugi kipar Domenico Aimo leta 1510). Prvotno je moral ta tretji kip predstavljati papeškega legata kardinala Alemmana, vendar je bil ta namen kmalu opuščen, ko je bil kardinal izgnan iz Bologne. Za pomoč pri tem projektu se je močno zanašal na umetnike svoje bolonjske delavnice, kot je Cino di Bartolo.
Med delom na Porta Magni so ga leta 1434 Sienci pozvali, naj oblikuje Loggia di San Paolo, blizu Piazza del Campo. Tega naročila ni mogel dokončati. Ob svoji smrti je končal le kapitele in šest niš.
V zadnjih letih so mu Sienci dali več odlikovanj. Leta 1435 je postal vitez in dobil je pomemben položaj Operaio stolnice.
V zadnjih letih je sodeloval tudi pri dekoraciji kapele svetega Boštjana (uničena leta 1645) za kardinala Casinija v Sienski stolnici, vendar je del kardinalovega reliefa v večji meri izdelala njegova delavnica v Sieni. Ta izrezljani visoki relief, Kardinala Antonia Casinija sv. Anton Egiptovski predstavi Mariji, je na ogled v Dvorani kipov v Stolničnem muzeju.
Jacopo della Quercia je umrl v Sieni 20. oktobra 1438. Pokopan je bil v cerkvi San Agostino v Sieni.
Že za življenja so ga zelo cenili njegovi sodobniki, kot so Lorenzo Ghiberti, Antonio Filarete in Giovanni Santi. Giorgio Vasari vključuje biografijo Jacopa della Quercia v svoje Življenje umetnikov.

## Glavna dela
- Konjeniški lesen kip za pogreb Azza Ubaldinija (1400?)
- Vitez San Cassiano (Il Cavaliere di San Cassiano) (1400?) - Les, višina 185 cm Cerkev San Cassiano, San Cassiano[4]
- (?) Marija na vrhu Piccolominijevega oltarja v stolnici v Sieni (1397–1400)
- Marija z otrokom (Silvestri Madonna) (1403) - marmor, višina 210 cm, stolnica v Ferrari
- Sveti Mavrelij (ok. 1403) - Stolnica svetega Jurija, Ferrara.
- Nagrobnik Ilaria del Carretto (1406-1408) - stolnica v Lucci
- Fonte Gaia (1408–1419) - Siena
- Krepost (1409–19) - marmor, višina 135 cm, Palazzo Pubblico, Siena
- Upanje (1409–19) - marmor, Palazzo Pubblico, Siena
- Acca Laurentia (1414–19) - marmor, višina 162 cm, Palazzo Pubblico, Siena
- Rhea Sylvia (1414–19) - marmor, višina 160 cm, Palazzo Pubblico, Siena
- Oznanjenje, Devica in Gabrijel - Kolegijska cerkev San Gimignano
- Poliptih na oltarju družine Trenta (1422) - Bazilika San Frediano, Lucca
- Porta Magna (1425) - bazilika San Petronio, Bologna
- Vodnjak, plošče in kipec Janeza Krstnika (1427) - Krstilnica iz sienske stolnice.